# The Marshall Mathers LP
The Marshall Mathers LP treći je studijski album američkog repera Eminema. Objavljen je 23. svibnja 2000. godine i prodan je u više od 1.76 milijuna primjeraka.

## Popis pjesama
| Br. | Skladba                                                               | Autor                 | Trajanje |
| --- | --------------------------------------------------------------------- | --------------------- | -------- |
| 1.  | »Public Service Announcement 2000«                                    | Eminem                | 0:25     |
| 2.  | »Kill You«                                                            | Dr. Dre, Mel-Man      | 4:24     |
| 3.  | »Stan« (zajedno s Dido)                                               | Eminem                | 6:44     |
| 4.  | »Paul« (skeč)                                                         | Eminem                | 0:11     |
| 5.  | »Who Knew«                                                            | Dr. Dre, Mel-Man      | 3:48     |
| 6.  | »Steve Berman« (skeč)                                                 | Eminem                | 0:54     |
| 7.  | »The Way I Am«                                                        | Eminem                | 4:50     |
| 8.  | »The Real Slim Shady«                                                 | Dr. Dre, Mel-Man      | 4:44     |
| 9.  | »Remember Me?« (zajedno s RBX i Sticky Fingaz)                        | Dr. Dre, Mel-Man      | 3:38     |
| 10. | »I'm Back«                                                            | Dr. Dre, Mel-Man      | 5:09     |
| 11. | »Marshall Mathers«                                                    | Bass Brothers, Eminem | 5:20     |
| 12. | »Ken Kaniff« (skeč)                                                   | Eminem                | 1:02     |
| 13. | »Drug Ballad«                                                         | Bass Brothers, Eminem | 5:00     |
| 14. | »Amityville« (zajedno s Bizarre)                                      | Bass Brothers         | 4:14     |
| 15. | »Bitch Please II« (zajedno s Dr. Dre, Snoop Dogg, Xzibit i Nate Dogg) | Dr. Dre, Mel-Man      | 4:47     |
| 16. | »Kim«                                                                 | Bass Brothers         | 6:18     |
| 17. | »Under the Influence« (zajedno s D12)                                 | Bass Brothers, Eminem | 5:22     |
| 18. | »Criminal«                                                            | Bass Brothers, Eminem | 5:20     |

## Top liste
| Chart                           | Country        | Provider(s)      | Peak position | Certification |
| ------------------------------- | -------------- | ---------------- | ------------- | ------------- |
| Argentina Albums Chart          | Argentina      | CAPIF            |               | Gold          |
| Australian Albums Chart (2001)  | Australia      | ARIA             | 1             | 4× Platinum   |
| Austrian Albums Chart (2001)    | Austria        | IFPI Austria     | 1             | Platinum      |
| Belgium Wallonia Albums Chart   | Belgium        | IFPI Belgium     | 1             | 2× Platinum   |
| —                               | Brazil         | ABPD             | —             | Gold          |
| Canadian Albums Chart           | Canada         | CRIA             | 1             | 8× Platinum   |
| Dutch Albums Chart              | Netherlands    | NVPI             |               | Platinum      |
| European Top 100 Albums         | Europe         | IFPI             | 1             | 6× Platinum   |
| Finnish Albums Chart (2000)     | Finland        | IFPI Finland     | 1             | Platinum      |
| French Albums Chart             | France         | Disque En France | 1             | 2× Platinum   |
| German Albums Chart (2000)      | Germany        | BVMI             | 3             | 2× Platinum   |
| Hungarian Albums Chart          | Hungary        | Mahasz           | 10            | Gold          |
| Italian Albums Chart (2001)     | Italy          | FIMI             | 7             |               |
| Japan Oricon Album Chart        | Japan          | RIAJ             |               | Gold          |
| Mexican Albums Chart            | Mexico         | AMPROFON         |               | Platinum      |
| New Zealand Albums Chart (2000) | New Zealand    | RIANZ            | 1             | 5× Platinum   |
| Norwegian Albums Chart (2000)   | Norway         | IFPI Norway      | 3             | 2× Platinum   |
| Swedish Albums Chart (2000)     | Sweden         | IFPI Sweden      | 2             | 2× Platinum   |
| Swiss Albums Charts (2001)      | Switzerland    | IFPI Switzerland | 2             | 4× Platinum   |
| UK Albums Chart                 | United Kingdom | BPI              | 1             | 5× Platinum   |
| Billboard 200                   | United States  | RIAA             | 1             | 9× Platinum   |

## Vanjske poveznice
- The Marshall Mathers LP